# 羅賓斯 (密歇根州)
羅賓斯（英語：Robbins）是位於美國密歇根州昂托納貢縣海特鎮區的一個非建制地區。

## 歷史
羅賓斯的郵局於1891年設立，1898年停運後又於1902年重開，最終於1911年結業。此地得名自當地一家鋸木廠的老闆F·S·羅賓斯（F. S. Robbins）。

## 地理
羅賓斯所處的海拔為高於海平面401米（即1316英呎），而該地所採用的時區為UTC-5，即北美东部時區（EST）。同時該地設有夏令時間，為UTC-5調快一小時，即UTC-4（EDT）。